# Bernard
Bernard je moško osebno ime.

## Izvor imena
Ime Bernard izhaja iz nemškega imena Bernhard, ki ga razlagajo kot zloženko iz starovisokonemških besed bero, bern »medved« in hart »močan, drzen«.

## Različice imena
- moške oblike imena: Bernard, Bernardi, Bernardin, Bernardo, Bernahard, Berni, Berno, Beno, Bernd
- ženska oblika imena: Bernarda

## Pogostost imena
Po podatkih Statističnega urada Republike Slovenije je bilo na dan 31. decembra 2007 v Sloveniji 823 oseb z imenom Bernard. Ime Bernard je bilo  na ta dan po pogostosti uporabe na 183. mestu.

## Osebni praznik
- Bernard praznuje god 28. maja ali 20. avgusta.[3]

### Svetniki
- Sveti Bernard Mentonski (Bernard iz Aoste, 1023-1081); avguštinec in zavetnik planincev, god 15. junija.
- Sveti Bernard Badenski (Bernard II. Badenski, 1428-1458); mejni grof in diplomat, god 15. julija.
- Sveti Bernard Opat (Bernard iz Clairvauxa, 1090-1153); opat in cerkveni učitelj, god 20. avgusta.
- Sveta Bernardka (Bernardka Soubirous Lurška, 1844-1879); devica, god 16. aprila.
- Sveta Marija Bernarda (Marija Bernarda Bütler, 1848-1924); misijonarka, god 19. maja.

## Znane osebe
- Bernard Bizjak (general JLA),
- Bernard Hinault (francoski kolesar),
- Bernard Langobardski (francoski kralj),
- Bernard Vajdič (alpski smučar),
- Bernard Stramič (radijski napovedovalec)

## Priimki nastali iz imena
Iz imena Bernard so nastali priimki: Bernard, Bernardič, Bernardini, Berne, Bernetič, Bernot, Pernhard, Pernar, Pernarčič, Pernat, Perne, Pernič Pernot, Pirnat, Vernič-

## Zanimivost
Bernard je ime več svetnikov. Najbolj znan je sveti Bernard iz Clairvauxa, ki je živel od leta 1090 do 1153. Bil je znan pridigar, bogoslovec, mistik, cerkveni politik, imenovan Doctor mellifuus. Postal je prvi opat cistercijanskega samostana v Clairvauxu. Velja za utemeljitelja nove veje benedektincev - cistercijancev (belih menihov).